# Das Ende der Zeit
Das Ende der Zeit (engl. Titel The End of Time) stellt die vierte und fünfte Sonderfolge der britischen Science-Fiction-Fernsehserie Doctor Who, die im Jahr 2009 anstelle einer regulären Staffel gesendet wurden, dar. In diesem Zweiteiler hat David Tennant seinen letzten regulären Auftritt als Doktor, ehe er am Ende der Geschichte die Rolle an Matt Smith weitergibt.
Die Folgen wurde am 25. Dezember 2009 und 1. Januar 2010 auf BBC One und BBC HD ausgestrahlt. Sie wurde von Russell T Davies und Phil Ford geschrieben, Regie führte Euros Lyn. Es ist die letzte Geschichte mit Beteiligung von Showrunner Russel T Davies, der hiernach den Posten an Steven Moffat übergeben hat.

## Handlung
Der Doktor besucht den Planeten der Ood, auf dem er auf Ood Sigma trifft. Dieser berichtet ihm, dass die Ood schlechte Träume hätten und man lässt den Doktor an einem Kollektivtraum der Ood teilnehmen. Dort sieht der Doktor den totgeglaubten Master, Wilfred Mott, einen ihm fremden Mann mit seiner erwachsenen Tochter, sowie Lucy Saxon in ihrer Gefängniszelle. Durch den Kollektivtraum lässt der Doktor die Ood die Ereignisse sehen, die zum Tod des Masters geführt haben, im Gegenzug erhält der Doktor die Bilder einer Frau, die den Siegelring des Masters aus der Asche holt und es somit die Möglichkeit gibt, den Master wiederauferstehen zu lassen. Der Ood-Älteste prophezeit, dass etwas in der Dunkelheit lauern würde und Geschehnisse aus der Vergangenheit die Zukunft, die Gegenwart und die Vergangenheit zu zerstören drohe.
Auf der Erde wird die Gefängniszelle Lucy Saxons von der Frau geöffnet, die den Ring des Masters aus der Asche barg. Lucy wird zu den Anhängern des Masters gebracht, die aus Büchern des Masters wissen, wie der Master ins Leben zurückgeholt werden kann. Jedoch erahnte Lucy den Plan der Anhänger, sodass sie durch Verbündete ein Mittel herstellen ließ, die den Prozess stören soll. Die Auferstehung gelingt zwar, doch der Körper des Masters ist durch Lucys Mittel instabil, sodass das Gebäude, indem der Prozess durchgeführt wurde, zerstört wird. Als der Doktor den Ort erreicht, findet er nur noch die Trümmer vor.
Der Milliardär Joshua Naismith beobachtet den Brand des Gebäudes auf dem Monitor seines PCs. Er zeigt die Bilder seiner jung-erwachsenen Tochter Abigail und weist auf den Schatten eines Flüchtenden, von dem sie sich sicher sind, dass es sich um den Master handelt. Naismitht gibt seinen Untergebenen den Befehl das Tor zu öffnen.
Unterdessen verlässt Wilfred das Haus, um sich mit seinen Freunden zu treffen, die er, inklusive eines Kleinbusses, zu sich beordert hat, um nach dem Doktor zu suchen. Wilf gibt eine Beschreibung aus und fordert seine Freunde auf, alle Bekannten anzurufen und es nach dem Schneeballsystem weiterzuleiten. Wer der Doktor ist, kann er ihnen nicht verraten, doch er versichert, dass sie ihn dringend brauchen werden.
Währenddessen hat der Doktor die Spur des Masters aufgenommen. Als er ihn schlussendlich findet, stellt er fest, dass der Körper des Master sich im Auflösen befindet. Der Master interessiert sich in seinem Wahn nicht für die angebotene Hilfe des Doktors und entkommt ihm schließlich, als der Doktor auf Wilfred trifft. In einem Café lässt er gegenüber Wilfred die Ereignisse seiner letzten Abenteuer revue passieren und äußert sich in großer Angst vor seiner kommenden Regeneration, die ihm durch die Ood vorhergesagt wurde.
Der Doktor nimmt nach seinem Treffen mit Wilfred die Suche nach dem Master wieder auf. Als dieser ihn findet, öffnet der Master sich dem Doktor und er erkennt, dass die Gefahr, die die Ood angekündigt haben, nicht der Master ist. Ehe der Doktor mehr herausfinden kann, wird der Master von Naismiths Leuten betäubt und entführt. Der Doktor wird niedergeschlagen und zurückgelassen.
Wieder zu sich gekommen, eilt der Doktor mit seiner TARDIS zu Wilfred, der über das Fernsehen eine Botschaft erhalten hat, sich zu bewaffnen und bereit zu bleiben. Der Doktor vermutet, dass Wilfred mit allem zu tun hat. Auf Nachfrage, ob er etwas mitbekommen habe, verschweigt Wilfred dem Doktor zwar die Botschaft, zeigt ihm aber ein Buch von Naismith, das seine Enkeltochter Donna ihrem Verlobten geschenkt habe und mit merkwürdigem Verhalten kommentiert habe. Der Doktor erkennt in Naismiths Bild auf dem Buchcover den Mann aus dem Kollektivtraum der Ood. Gemeinsam mit Wilfred bricht der Doktor zu Naismiths Anwesen auf.
In Naismiths Anwesen wird der Master zum Tor geführt. Dieses ist laut Naismith ein Heilgerät, dass seine Tochter unsterblich machen soll. Der Doktor und Wilfred treffen im Anwesen derweil auf die Vinvocci, denen das Tor eigentlich gehört. Sie klären den Doktor darüber auf, dass das Tor so mächtig sei, dass es sogar ganze Planetenbevölkerungen heilen und verbessern könne. Der Doktor, eine Vorahnung überkommend, eilt zum Tor, wo der Master seinen eigenen Plan umsetzen will. Der Doktor, der Wilfred noch in Sicherheit bringen kann, kann nur noch mit ansehen, wie sich alle Menschen in Doppelgänger des Masters verwandeln.
Den Vinvocci gelingt es, Wilfred und den Doktor zu retten und auf ihr Raumschiff zu bringen. Von diesen erfährt der Doktor, dass der Master einen gallifreyischen Diamanten geborgen hat, den er in das Tor einführen will. Der Diamant stellt eine Verbindung zu den Timelords am letzten Tag des Zeitkrieges dar. Es wird offenbart, dass die Timelords unter der Führung Rassilons für den Wahn des Masters verantwortlich sind, der ihn zum Diamanten führt und somit dafür sorgen kann, dass die Timelords mitsamt ihrem Planeten aus dem Zeitkrieg ausbrechen können, den der Doktor als Schutz für das gesamte Universum für Zeitreisende verschlossen hat. Mit diesem Wissen kehrt der Doktor mit Wilfreds Pistole bewaffnet zur Erde zurück.
Der Master versucht mit Hilfe des Tores auch in die zurückgekehrten Timelords einzudringen. Rassilon zerstört allerdings den Übertragungsmechanismus und die Menschen verwandeln sich zurück. Rassilon versucht nun, alles Leben zu zerstören, um für sich selbst eine neue, körperlose Daseinsstufe zu erreichen. Der Doktor kann dies verhindern, indem er den Diamanten mit der Pistole zerschießt. Dies hat zur Folge, dass Gallifrey zurück in den Krieg gesogen wird. Der Master, wutentbrannt in dem Bewusstsein, zeit seines Lebens ein Werkzeug Rassilons gewesen zu sein, springt ebenfalls zurück in den Krieg, um seine Rache an Rassilon nehmen zu können.
Der Doktor und Wilfred bleiben zurück. Wilfred ist jedoch in einer radioaktiven Kammer eingesperrt. Der Doktor befreit Wilfred aus dieser, nimmt dabei allerdings die komplette Ladung auf sich, was seinen Körper so stark schädigt, dass die Regeneration einsetzt. Im Wissen, dass seine Zeit abläuft und die Prophezeiung der Ood eingetroffen ist, beginnt er, alle Begleiter seiner aktuellen Regeneration in einer emotionalen Abschiedsreise noch einmal zu besuchen.
Zuerst bringt er Wilfred zurück nach Hause. Dort liegt Donna unterkühlt auf dem Sofa und öffnet die Augen, als sie das Geräusch der TARDIS hört. Auf der Straße verlassen der Doktor und Wilfred die TARDIS und der Doktor sagt zu Wilfred, dass dies noch nicht das Lebewohl ist, denn er wird ihn noch einmal wiedersehen. Auf die Frage was er denn jetzt mache, sagt er „Ich hole meine Belohnung ab.“
Danach sieht man Mickey und Martha, wie sie, ohne es zu bemerken, in einen Hinterhalt gelangen und ein Scharfschütze auf Martha zielt. Dieser wird jedoch vom Doktor mit einem Hammer ausgeschaltet und die beiden bemerken ihn und verstehen, dass er sich gerade von ihnen verabschiedet. In der nächsten Zeit rettet er Sarah Janes Sohn Luke davor von einem Auto überfahren zu werden. Dieser erkennt ihn, doch er geht ohne ein Wort zu sagen weiter. Luke läuft zu seiner Mutter und diese sieht wie der Doktor wieder in die TARDIS steigt und ihr ein letztes Mal zuwinkt. Als Nächstes sehen wir Captain Jack alleine an einer Alienbar sitzen. Der Barkeeper gibt ihn einen Zettel und deutet auf den Doktor als Ursprung der Notiz, die ihm den Namen des Mannes verrät der sich gerade neben ihn setzt. Er und der Doktor salutieren sich zum Abschied und Jack fängt an heftig mit Alonso zu flirten.
In der nächsten Szene besucht er Verity Newman, die Urenkelin von Joan Redfern, die die Tagebücher ihrer Urgroßmutter als Roman herausgebracht hat, bei einer Signierstunde. Er lässt sich das Buch für "den Doktor" unterschreiben und fragt ob Joan glücklich gewesen sei, nachdem er gegangen ist; die Frage, ob er glücklich gewesen sei, lässt er unbeantwortet und geht. Weiter geht es zur Hochzeit von Donna und Shaun, wo der Doktor im Hintergrund steht. Wilfred geht zu ihm und möchte mit ihm reden, doch der Doktor antwortet nicht, sondern gibt ihm ein Lotterielos als Hochzeitsgeschenk und bleibt im Hintergrund während die Hochzeitsgesellschaft weiter feiert und betritt die TARDIS wieder und Wilfred versteht, dass dies das Lebewohl war.
Zuletzt reist er zum Neujahrstag 2005, dem Jahr, in dem der neunte Doktor auf Rose traf. Er steht im Schatten des Wohnhauses, als Rose und ihre Mutter gerade von einer Silvesterfeier zurückkommen. Er fragt Rose nach dem Datum und als sie ihm sagt, dass es Neujahr 2005 ist, verspricht er ihr, dass sie ein echt großartiges Jahr haben wird.
Nach dieser Abschiedsreise bricht er zusammen und erreicht mit letzter Kraft die TARDIS, die er in die Erdumlaufbahn steuert. Dort angekommen, setzt nach seinen letzten Worten „Ich möchte nicht gehen“ die vollständige Regeneration ein. Unter der Wucht der ausströmenden Regenerationsenergie nimmt die TARDIS erheblichen Schaden und stürzt zurück zur Erde.

## Synchronisation
| Rolle                     | Schauspieler     | Synchronsprecher     |
| ------------------------- | ---------------- | -------------------- |
| Der (10.) Doktor          | David Tennant    | Philipp Brammer      |
| Wilfred Mott              | Bernard Cribbins | Peter Harting        |
| Harold Saxon / Der Master | John Simm        | Michael Deffert      |
| Donna Noble               | Catherine Tate   | Kordula Leiße        |
| Martha Jones              | Freema Agyeman   | Jana Kilka           |
| Mickey Smith              | Noel Clarke      | Johannes Raspe       |
| Captain Jack Harkness     | John Barrowman   | Philipp Moog         |
| Jackie Tyler              | Camille Coduri   | Ute Brankatsch       |
| Sarah Jane Smith          | Elisabeth Sladen | Dagmar Dempe         |
| Rose Tyler                | Billie Piper     | Maren Rainer         |
| Die Frau                  | Claire Bloom     | Karyn von Ostholt    |
| Ood Sigma                 | Silas Carson     | Sascha von Zambelly  |
| Barack Obama              | Barack Obama     | Tobias Brecklinghaus |
| Rassilon                  | Timothy Dalton   | Lutz Riedel          |
| Der (11.) Doktor          | Matt Smith       | Tobias Nath          |

## Fortsetzungen
Die weiteren Ereignisse des letzten Kriegstages wurden 2013 im Jubiliäumsspecial Der Tag des Doktors (engl. Originaltitel The Day of the Doctor) erzählt. Rassilons Herrschaft nach seinem missglückten Plan und seine Rachegelüste am Doktor wurden 2015 in Die Angst des Doktors (engl. Heaven Sent) und In Teufels Küche (engl. Originaltitel Hell Bent) fortgeführt. Das Schicksal des Masters wurde 2017 im Zweiteiler Die Masken der Verdammnis (engl. Originaltitel World Enough and Time ) und Der Doktor fällt (engl. Originaltitel The Doctor Falls) weitererzählt.